# Место на Земле
«Ме́сто на земле́» — российский фильм-притча Артура Аристакисяна о коммуне хиппи, лидер которой одержим идеей дарить любовь нищим, калекам и изгоям. Выход на мировые экраны состоялся 12 июля 2001 года в Чехии на международном фестивале в Карловых Варах, где получил Премию Свободы и на Каннском фестивале, где фильм также удостоился призового места. На Ереванском кинофестивале 2004 года фильм удостоен специального приза жюри. Затем показ состоялся в США (12 января 2002 года), Аргентине (24 апреля 2002 года) и Армении (3 июля 2004 года). Премьера в России прошла не столь успешно, а на фестивале «Окно в Европу» жюри демонстративно покинуло конкурсный просмотр.

## Сюжет
Группа московских хиппи организует коммуну в большой нищенской московской квартире. Обращая внимание на суровость реальности, лидер группы проникается жалостью к тем людям, которые не могут жить также счастливо, как они. Он заявляет, что если отпустить своё тело, оно само «бросится» на помощь страждущим. Окрылённый своими идеями, вожак группы уговаривает свою подругу на создание «храма любви», где каждый несчастный сможет найти приют и ласку. Наравне с мужчинами и женщинами, молодыми девушками и парнями, в коммуне присутствуют дети и животные, калеки и старики. Они едят похлёбку из бумаги, готовят крыс, а детей кормят клеем. Регулярно в коммуну приходят новые нуждающиеся — в том числе и главная героиня Мария.
Мария — бедная девушка с заболеванием ног. Она стремится попасть в коммуну, мечтая найти там всё, чего ей так не хватало. Она приходит к хиппи тогда, когда коммуна разрушается изнутри — её члены не смогли окончательно преодолеть омерзение от уродства и начать искренне любить нищих и калек. Лидер видит, как рушатся его мечты о рае через возрождение инстинкта помощи. В порыве отчаяния он оскопляет себя. 
Бывший лидер теперь уже пенсионер, возвращается к своей прежней жизни, его бывшая девушка — к родственникам и на работу, бродяги снова пытаются жить вместе. В финальной сцене Мария, выбравшаяся из своего прибежища, бредёт по Москве.

## В ролях
- Инна Гусева
- Виталий Хаев
- Нонна Гришаева
- Егор Зубарчук
- Инна Вержбицкая
- Роман Атласов
- Галина Бутанова
- Дина Веселова
- Татьяна Кузнецова